# Федорович, Борис Александрович
Бори́с Алекса́ндрович Федоро́вич (1902—1981) — советский учёный-физикогеограф, лауреат Сталинской премии.

## Биография
Родился 30 июля[уточнить] 1902 года в Варшаве.
Окончил естественное отделение физико-математического факультета Таврического (Крымского) университета (1924). В 1924—1927 ассистент там же.
В 1927—1932 работал в географических научных организациях Академии наук.
Принимал участие в экспедициях на Тянь-Шань, по пустыням Туркмении, в Каракумы, в пустыни Северо-Западного Китая (плато Ордос, Алашань, Такла-Макан, Таримская впадина), на Туранскую низменность.
С 1933 года старший научный сотрудник Института географии АН СССР, в 1952—1957 годах заведовал отделом геоморфологии.
Доктор географических наук (1953, тема диссертации «Пески пустынь, их происхождение, развитие рельефа и вопросы освоения»). Профессор.
Умер 3 апреля 1981 года в Москве.

## Награды
- Сталинская премия 1952 года
- Награждён орденами Ленина, Красной Звезды и медалями.